# 신작 (전한)
신작(神爵)은 중국 전한(前漢) 선제(宣帝)의 네 번째 연호이다. 기원전 61년 3월에서 기원전 58년까지 3년 10개월 동안 사용하였다.

## 연대대조표
| 신작                | 원년        | 2년         | 3년         | 4년         |
| 서력                | 기원전 61년 | 기원전 60년 | 기원전 59년 | 기원전 58년 |
| 육십간지 (六十干支) | 경신(庚申)  | 신유(辛酉)  | 임술(壬戌)  | 계해(癸亥)  |

## 같이 보기
- 중국의 연호

| 이전 연호 원강(元康) | 중국의 연호 전한(前漢) | 다음 연호 오봉(五鳳) |